# Richard von Schirach

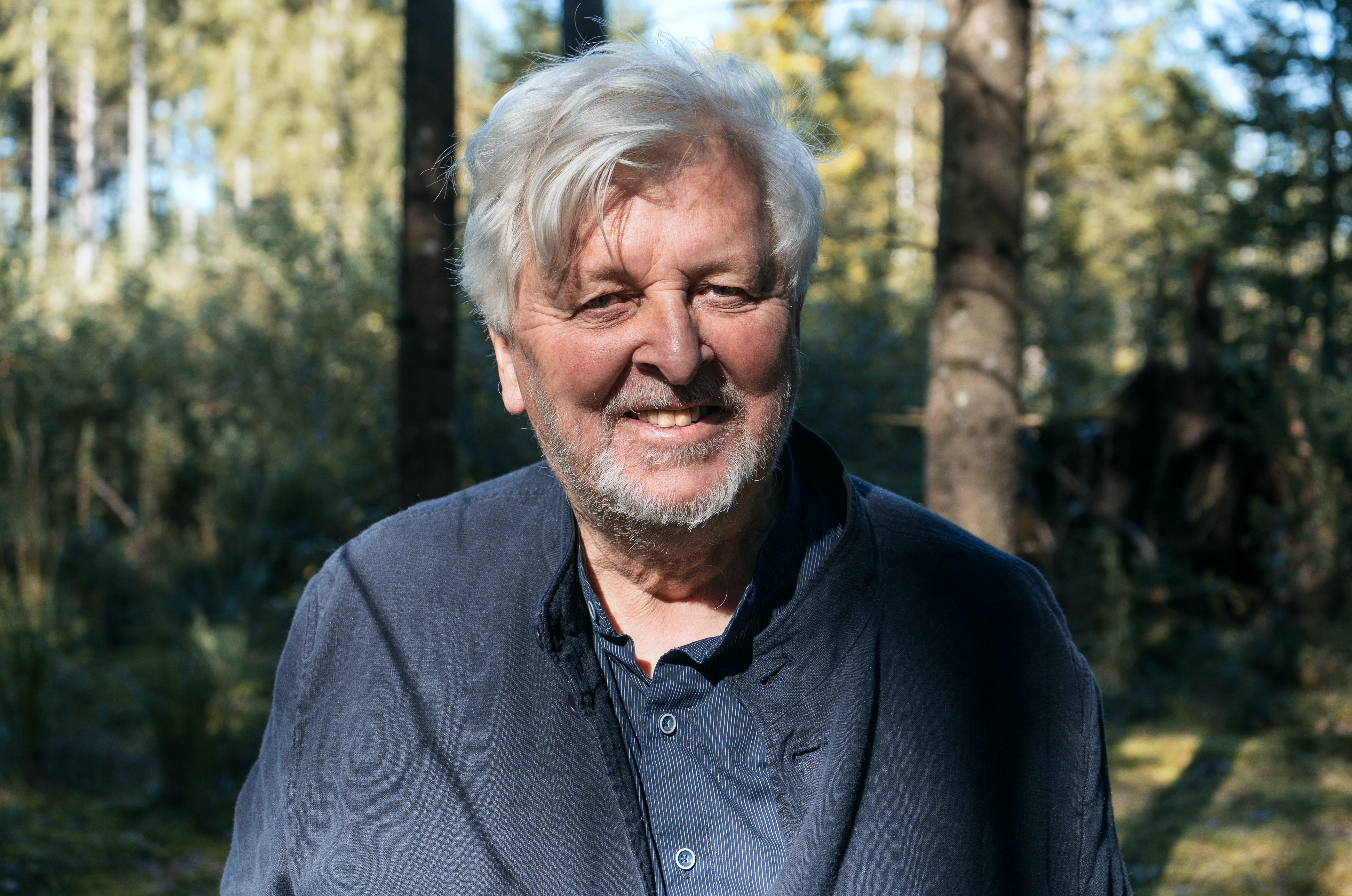
Richard von Schirach (2020)

Richard von Schirach (* 11. Februar 1942 in München; † 11. Juli 2023 in Garmisch-Partenkirchen) war ein deutscher Autor und Sinologe.

## Leben
Richard von Schirach war das vierte und jüngste Kind des nationalsozialistischen Reichsjugendführers Baldur von Schirach und dessen Frau Henriette von Schirach; er hat eine Schwester (Angelika) und zwei Brüder (Klaus und Robert). Sein Neffe ist der Schriftsteller und Jurist Ferdinand von Schirach. Sein Großvater mütterlicherseits war der durch die Fotografien Adolf Hitlers bekannt gewordene NS-Fotograf Heinrich Hoffmann. Nach Internat und Abitur 1962 an der damaligen Oberrealschule in Ansbach zog er zum Studium nach München.
Richard von Schirach kannte seinen Vater nicht bewusst, bevor dieser verhaftet wurde. Er erhielt von ihm über tausend Briefe aus der Haft im Kriegsverbrechergefängnis Spandau, in denen jedoch aufgrund der strengen Zensur nicht über die Vergangenheit des Vaters oder sonstige politische oder zeitgeschichtliche Themen geschrieben werden durfte. Er konnte seinen Vater einige Male im Gefängnis unter strengen Auflagen besuchen (z. B. war keinerlei Körperkontakt erlaubt). Nach der Entlassung des Vaters im Jahr 1966 kam es jedoch nicht zu der vom Sohn ersehnten Aussprache. Seine Kindheit bis Studentenzeit im Schatten des Vaters, als Nazi-Kind in der Nachkriegszeit, beschrieb er 2005 in einem autobiografischen Bericht.
Ernst Piper schrieb über das Buch: „Schirach beschreibt seine Kindheits- und Jugendjahre, die Zeit, in der der Vater abwesend war und oft auch die Mutter, eine Zeit voller Veränderungen und nicht ohne Geldsorgen. Es ist dies ein Buch von bemerkenswerter Beobachtung und Lebensklugheit, glänzend geschrieben, eine Autobiografie von literarischem Rang.“
Richard von Schirach studierte an der Ludwig-Maximilians-Universität München Anglistik, Germanistik, Geschichte und Sinologie, worin er 1971 promoviert wurde. Anschließend lebte er als Buchdrucker und -händler in Taiwan. 1978 gründete er ein Beratungs- und Dienstleistungsunternehmen für die Volksrepublik China. Bekannt wurde er 1973 als Übersetzer und Herausgeber der Autobiografie Pu Yi. Ich war Kaiser von China, die von Bernardo Bertolucci als Der letzte Kaiser verfilmt und mit neun Oscars prämiert wurde. 2012 erschien Schirachs Sachbuch Die Nacht der Physiker: Heisenberg, Hahn, Weizsäcker und die deutsche Bombe.
Schirach war mit der aus Luzern stammenden Übersetzerin Susan von Schirach verheiratet und hatte zwei Kinder: Seine Tochter Ariadne von Schirach (* 1978) ist ebenso als Autorin erfolgreich wie sein Sohn, der den Namen Benedict Wells (* 1984) angenommen hat. Richard von Schirach lebte ab 2011 am Kramerhof in der bayerischen Gemeinde Kochel am See. Er starb im Juli 2023 im Alter von 81 Jahren im Krankenhaus in Garmisch-Partenkirchen.

## Werke
- Hsü Chih-mo und die Hsin-yüeh-Gesellschaft: Ein Beitrag zur Neuen Literatur Chinas. Dissertation, Ludwig-Maximilians-Universität München 1971.
- Pu Yi: Ich war Kaiser von China: Vom Himmelssohn zum neuen Menschen. Hrsg. und aus dem Chinesischen übersetzt von Richard von Schirach und Mulan Lehner. Hanser, München 1973, ISBN 978-3-446-11767-9.
- Der Schatten meines Vaters. Hanser, München/Wien 2005, ISBN 978-3-446-20669-4.
- Die Nacht der Physiker: Heisenberg, Hahn, Weizsäcker und die deutsche Bombe.[8] Berenberg, Berlin 2012, ISBN 978-3-937834-54-2; als Taschenbuch: Rowohlt, Reinbek 2014, ISBN 978-3-499-61642-6.
- Der Mann, der die Erde wog: Geschichten von Menschen, deren Entdeckungen die Welt veränderten., C. Bertelsmann, München 2017, ISBN 978-3-570-10258-9.